# Distrito Histórico de Trinity Square
El Distrito Histórico de Trinity Square es un distrito histórico en el vecindario Elmwood de la ciudad Providence, la capital del estado de Rhode Island (Estados Unidos). Incluye cuatro propiedades en el lado sur y oeste de Trinity Square, el cruce triangular de Elmwood Avenue y Broad Street. Los puntos focales visuales del distrito son el cementerio de la Iglesia de la Gracia, que se encuentra al sur de la plaza, y la iglesia Trinity United Methodist, una imponente estructura neogótica construida a mediados de la década de 1860 con un diseño de Clifton A. Hall. Al norte de la iglesia se encuentra Clifton Hall Duplex, diseñado y ocupado por Hall, y James Potter House, una elaborada mansión estilo Reina Ana construida c. 1889 y diseñado por Stone, Carpenter & Willson.
El distrito fue incluido en el Registro Nacional de Lugares Históricos en 1980.
El cementerio de la Iglesia de la Gracia es una parcela de terreno triangular ubicada en la intersección de Broad Street y Elmwood Avenue. La iglesia compró cuatro acres aquí en 1834 y duplicó su tamaño en 1843. La cabaña de un cuidador fue construida entre 1859 y 1860 en estilo neogótico. La casa de campo, parte del distrito histórico de Providence, fue restaurada varias veces: en 1982, 2008 y nuevamente en 2010.
El cementerio es un objetivo frecuente de vandalismo, con muchas lápidas tumbadas y rotas. El cementerio fue catalogado como una de las "propiedades más amenazadas" de Rhode Island por la Providence Preservation Society durante varios años.
La soprano de renombre mundial Matilda Sissieretta Joyner Jones está enterrada en el cementerio de la Iglesia de la Gracia.